# Shiho Ogawa
Shiho Ogawa (小川 志保 Ogawa Shiho?,  nacido el 26 de diciembre de 1988 en Ibaraki) es una futbolista japonesa que jugaba como delantero.
En 2013, Ogawa jugó 3 veces para la selección femenina de fútbol de Japón.

## Trayectoria

### Clubes
| Club               | País  | Año         |
| ------------------ | ----- | ----------- |
| JEF United Chiba   | Japón | 2007 - 2009 |
| INAC Kobe Leonessa | Japón | 2010 - 2011 |
| JEF United Chiba   | Japón | 2012 - 2013 |
| Iga FC Kunoichi    | Japón | 2014 -      |

### Selección nacional
| Selección | País  | Año  |
| --------- | ----- | ---- |
| Absoluta  | Japón | 2013 |

## Estadística de equipo nacional
| Selección femenina de fútbol de Japón | Selección femenina de fútbol de Japón | Selección femenina de fútbol de Japón |
| Año                                   | Partidos                              | Goles                                 |
| ------------------------------------- | ------------------------------------- | ------------------------------------- |
| 2013                                  | 3                                     | 0                                     |
| Total                                 | 3                                     | 0                                     |